# Limenitis deleta
Limenitis deleta är en fjärilsart som beskrevs av Hans Fruhstorfer 1915. Limenitis deleta ingår i släktet Limenitis och familjen praktfjärilar. Inga underarter finns listade i Catalogue of Life.